# Чаньхэ-Хуэйский район
Чаньхэ́-Хуэ́йский райо́н (кит. упр. 瀍河回族区, пиньинь Chánhé huízú qū) — район городского подчинения городского округа Лоян провинции Хэнань (КНР). Название района происходит от протекающей здесь речки Чаньхэ, а также от того, что со времён средневековья в этих местах компактно проживают представители национальности хуэйцзу.

## История
Эта восточная часть исторического Лояна была местом концентрации религиозных храмов. Во время гражданской войны эти места перешли под контроль коммунистов в 1948 году, и урбанизированная часть уезда Лоян была выделена в отдельную единицу — город Лоян. В 1956 году в составе Лояна был образован район Лаочэн. В 1957 году восточная часть района Лаочэн была выделена в отдельный Чаньхэ-Хуэйский район.

## Административное деление
Район делится на 7 уличных комитетов и 1 национальную волость.